# Clara Coltman Rogers Vyvyan
Pour les articles homonymes, voir Vyvyan.
Clara Coltman Vyvyan, née Rogers en 1885 à Stanage (Queensland) et morte le 1er mars 1976, est une écrivaine australienne. 
Publiant sous les noms de C. C. Rogers ou C. C. Vyvyan, elle tire ses sujets des nombreuses randonnées qu'elle effectue, seule ou en compagnie d'une camarade, dont la plus célèbre est Daphné du Maurier,,. 

## Biographie
Clara Vyvyan est née en 1885 dans une famille d'éleveurs de bétail à Stanage dans le Queensland. Sa mère, Charlotte Williams, est originaire des Cornouailles et son père, Edward Powys Rogers, est membre de la famille Coltman Rogers de Stanage Park à Powys, au Pays de Galles. En 1887, la famille retourne vivre en Cornouailles, même si elle continue à passer 6 mois de l'année dans le Queensland. Vyvyan et sa sœur sont éduquées par une gouvernante à domicile. Vyvyan a ensuite étudié à la Women's University Settlement de Londres et devient assistante sociale.
Pendant la Première Guerre mondiale, elle est infirmière à Rouen, en France. Après la fin de la guerre, elle voyage à travers le Canada et l'Alaska et écrit des articles sur ses randonnées.
En 1929, elle épouse Courtenay Bourchier Vyvyan, 10e baronnet Vyvyan,,. À sa mort 12 ans plus tard, elle hérite du domaine et de la maison de Trelowarren à Mawgan-in-Meneage. Son amie intime Daphné du Maurier utilise sa maison et ses jardins comme décors pour ses romans Frenchman's Creek et Rebecca,.
A la fois amoureuse des voyages et des grands espaces, elle part en 1952 pour une promenade de trois mois avec Daphné du Maurier le long du Rhône en France. Annabel Abbs a retracé les pas du couple 70 ans plus tard dans son livre, Windswept : Walking in the Footsteps of Remarkable Women (Two Roads, 2021) traduit en français en 2021 et édité chez Arthaud sous le titre Méfiez-vous des femmes qui marchent.

## Œuvres
- 1931 : Gwendra Cove, and other Cornish sketches, Truro: Jordan's Bookshop[7]
- 1933 : Bird Symphony: An anthology, Londres: J. Murray[8]
- 1948 : Our Cornwall, avec peintures d' Elizabeth Rivers, Londres: Westaway Books[9]
- 1952 : The Old Place, illustré par Elizabeth Rivers, Londres: Museum Press.
- 1955 : Down the Rhône on Foot, Londres: Peter Owen.
- 1955 : Temples and Flowers: A journey to Greece, Londres: Peter Owen[10]
- 1957 : On Timeless Shores: Journeys in Ireland, Leicester: Ulverscroft[11]
- 1959 : A Cornish Year, Londres: Country Book Club[12]
- 1960 : The Scilly Isles, Londres: Robert Hale[13]
- 1963 : Roots and Stars: Reflections on the past, Londres: Country Book Club[14]
- 1965 : Coloured Pebbles, Londres: Country Book Club[15]
- 1972 : Letters from a Cornish Garden, Londres: Michael Joseph[16]
- 1998 : The ladies, the Gwich'in, and the Rat: travels on the Athabasca, Mackenzie, Rat, Porcupine, and Yukon rivers in 1926, Edmonton, University of Alberta Press[17]